# Linia kolejowa Pau – Canfranc
Linia kolejowa Pau – Canfranc – międzynarodowa jednotorowa i niezelektryfikowana linia kolejowa o długości 93 km. Łączy francuskie miasto Pau z Canfranc w Hiszpanii. Została otwarta w 1928 roku. Była częściowo zamknięta z powodu zniszczenia mostu kolejowego L’Estanguet koło Accous w marcu 1970. Odcinek między Pau i Oloron-Sainte-Marie jest wykorzystywany przez pociągi TER Aquitaine.